# Wiedenborstel
Wiedenborstel – miejscowość i gmina w Niemczech, w kraju związkowym Szlezwik-Holsztyn, w powiecie Steinburg, wchodzi w skład urzędu Kellinghusen. Gmina liczy pięciu mieszkańców i tym samym jest najmniejszą gminą w Niemczech.